# Liste des planètes mineures non numérotées découvertes en décembre 2021
Pour un article plus général, voir Liste des planètes mineures non numérotées découvertes en 2021.
Pour un article plus général, voir Liste des planètes mineures.
Cet article dresse la liste des planètes mineures (astéroïdes, centaures, objets transneptuniens et assimilés) non numérotées découvertes en décembre 2021 dans l'ordre de leur découverte.
Au 15 janvier 2025, 661 077 des 1 434 993 planètes mineures répertoriées par le Centre des planètes mineures ne sont pas encore numérotées, soit 46,07 %.

## Rappel concernant la désignation provisoire
La désignation provisoire indique l'ordre de découverte de ces objets. En effet, cette désignation est composée de l'année de découverte (par exemple 2021) suivie de la quinzaine (demi-mois) de découverte (p.e. A = 1-15 janvier) puis de l'ordre de découverte dans cette quinzaine. Cet ordre est indiqué par une lettre et éventuellement un chiffre comme suit : A pour la première découverte, B pour la deuxième, ..., Z pour la 25e (le I n'est pas utilisé pour éviter la confusion avec 1), A1 pour la 26e, B1 pour la 27e, etc. , Z1 pour la 50e, A2 pour la 51e, B2 pour la 52e, etc. L'ordre de la numérotation ne suit donc pas l'ordre alphanumérique. 2021 AA1 suit ainsi 2021 AZ et précède 2021 AB1.

## Liste

### Du1erau 15 décembre 2021
- 2021 XA
- 2021 XB
- 2021 XC
- 2021 XD
- 2021 XE
- 2021 XF
- 2021 XG
- 2021 XK
- 2021 XL
- 2021 XM
- 2021 XO
- 2021 XP
- 2021 XQ
- 2021 XR
- 2021 XS
- 2021 XT
- 2021 XU
- 2021 XV
- 2021 XW
- 2021 XX
- 2021 XY
- 2021 XZ
- 2021 XA1
- 2021 XB1
- 2021 XC1
- 2021 XD1
- 2021 XE1
- 2021 XF1
- 2021 XG1
- 2021 XH1
- 2021 XJ1
- 2021 XK1
- 2021 XL1
- 2021 XM1
- 2021 XN1
- 2021 XO1
- 2021 XP1
- 2021 XQ1
- 2021 XR1
- 2021 XS1
- 2021 XT1
- 2021 XU1
- 2021 XV1
- 2021 XW1
- 2021 XX1
- 2021 XY1
- 2021 XZ1
- 2021 XA2
- 2021 XB2
- 2021 XC2
- 2021 XD2
- 2021 XE2
- 2021 XF2
- 2021 XG2
- 2021 XH2
- 2021 XJ2
- 2021 XK2
- 2021 XL2
- 2021 XM2
- 2021 XN2
- 2021 XO2
- 2021 XP2
- 2021 XQ2
- 2021 XR2
- 2021 XS2
- 2021 XT2
- 2021 XU2
- 2021 XV2
- 2021 XW2
- 2021 XX2
- 2021 XY2
- 2021 XZ2
- 2021 XA3
- 2021 XB3
- 2021 XC3
- 2021 XD3
- 2021 XE3
- 2021 XF3
- 2021 XG3
- 2021 XH3
- 2021 XJ3
- 2021 XK3
- 2021 XL3
- 2021 XM3
- 2021 XN3
- 2021 XO3
- 2021 XP3
- 2021 XQ3
- 2021 XS3
- 2021 XT3
- 2021 XU3
- 2021 XV3
- 2021 XW3
- 2021 XX3
- 2021 XY3
- 2021 XZ3
- 2021 XA4
- 2021 XC4
- 2021 XE4
- 2021 XF4
- 2021 XG4
- 2021 XJ4
- 2021 XK4
- 2021 XL4
- 2021 XM4
- 2021 XN4
- 2021 XO4
- 2021 XP4
- 2021 XQ4
- 2021 XR4
- 2021 XS4
- 2021 XT4
- 2021 XU4
- 2021 XV4
- 2021 XW4
- 2021 XX4
- 2021 XY4
- 2021 XZ4
- 2021 XA5
- 2021 XB5
- 2021 XC5
- 2021 XD5
- 2021 XE5
- 2021 XF5
- 2021 XG5
- 2021 XH5
- 2021 XJ5
- 2021 XK5
- 2021 XL5
- 2021 XM5
- 2021 XN5
- 2021 XO5
- 2021 XP5
- 2021 XQ5
- 2021 XR5
- 2021 XS5
- 2021 XT5
- 2021 XU5
- 2021 XV5
- 2021 XW5
- 2021 XX5
- 2021 XY5
- 2021 XZ5
- 2021 XA6
- 2021 XB6
- 2021 XC6
- 2021 XD6
- 2021 XE6
- 2021 XF6
- 2021 XG6
- 2021 XH6
- 2021 XJ6
- 2021 XK6
- 2021 XL6
- 2021 XM6
- 2021 XN6
- 2021 XO6
- 2021 XP6
- 2021 XQ6
- 2021 XR6
- 2021 XS6
- 2021 XU6
- 2021 XV6
- 2021 XW6
- 2021 XY6
- 2021 XZ6
- 2021 XA7
- 2021 XB7
- 2021 XC7
- 2021 XD7
- 2021 XE7
- 2021 XF7
- 2021 XG7
- 2021 XH7
- 2021 XJ7
- 2021 XK7
- 2021 XL7
- 2021 XM7
- 2021 XN7
- 2021 XO7
- 2021 XP7
- 2021 XQ7
- 2021 XS7
- 2021 XT7
- 2021 XU7
- 2021 XV7
- 2021 XW7
- 2021 XX7
- 2021 XZ7
- 2021 XA8
- 2021 XB8
- 2021 XC8
- 2021 XD8
- 2021 XE8
- 2021 XF8
- 2021 XG8
- 2021 XH8
- 2021 XJ8
- 2021 XK8
- 2021 XM8
- 2021 XN8
- 2021 XO8
- 2021 XP8
- 2021 XQ8
- 2021 XR8
- 2021 XT8
- 2021 XU8
- 2021 XV8
- 2021 XW8
- 2021 XX8
- 2021 XY8
- 2021 XZ8
- 2021 XA9
- 2021 XB9
- 2021 XC9
- 2021 XD9
- 2021 XE9
- 2021 XF9
- 2021 XG9
- 2021 XH9
- 2021 XJ9
- 2021 XK9
- 2021 XL9
- 2021 XM9
- 2021 XN9
- 2021 XO9
- 2021 XP9
- 2021 XQ9
- 2021 XR9
- 2021 XS9
- 2021 XT9
- 2021 XV9
- 2021 XW9
- 2021 XX9
- 2021 XY9
- 2021 XZ9
- 2021 XA10
- 2021 XB10
- 2021 XC10
- 2021 XD10
- 2021 XE10
- 2021 XF10
- 2021 XG10
- 2021 XH10
- 2021 XJ10
- 2021 XK10
- 2021 XL10
- 2021 XM10
- 2021 XN10
- 2021 XO10
- 2021 XP10
- 2021 XQ10
- 2021 XR10
- 2021 XS10
- 2021 XT10
- 2021 XU10
- 2021 XV10
- 2021 XW10
- 2021 XX10
- 2021 XY10
- 2021 XZ10
- 2021 XA11
- 2021 XB11
- 2021 XC11
- 2021 XD11
- 2021 XE11
- 2021 XF11
- 2021 XG11
- 2021 XH11
- 2021 XJ11
- 2021 XK11
- 2021 XL11
- 2021 XM11
- 2021 XN11
- 2021 XO11
- 2021 XP11
- 2021 XQ11
- 2021 XR11
- 2021 XS11
- 2021 XT11

### Du 16 au 31 décembre 2021
- 2021 YA
- 2021 YB
- 2021 YC
- 2021 YD
- 2021 YE
- 2021 YF
- 2021 YG
- 2021 YH
- 2021 YJ
- 2021 YK
- 2021 YL
- 2021 YM
- 2021 YN
- 2021 YO
- 2021 YP
- 2021 YQ
- 2021 YR
- 2021 YS
- 2021 YT
- 2021 YU
- 2021 YV
- 2021 YW
- 2021 YX
- 2021 YY
- 2021 YZ
- 2021 YA1
- 2021 YB1
- 2021 YC1
- 2021 YD1
- 2021 YF1
- 2021 YG1
- 2021 YH1
- 2021 YJ1
- 2021 YK1
- 2021 YL1
- 2021 YM1
- 2021 YN1
- 2021 YO1
- 2021 YP1
- 2021 YQ1